# 林えいだい
林 えいだい（はやし えいだい、本名・林 栄代〔しげのり〕、1933年12月4日 - 2017年9月1日）は、日本の記録作家。アリラン文庫主宰。強制動員真相究明ネットワーク呼びかけ人。

## 経歴
福岡県田川郡採銅所村（現・香春町）生まれ。神主だった実父は、脱走してきた朝鮮人炭鉱労働者を匿い、特高警察に検挙され、拷問の後間もなく死去した。林は2017年の新聞記事で「私を奮い立たせるものは何か。元をたどればそこに行き着く」と述べている。早稲田大学文学部在学中に荒畑寒村の「谷中村滅亡史」を読み社会主義運動に傾倒する。大学を中退し故郷に帰る。北九州市教育委員会などに勤めた後にフリーライターとなった。独立したのは37歳の時である。
日本統治時代の朝鮮人徴用とカネミ油症に関する報告が多い。また、陸軍特別攻撃隊の設置した振武寮についても関係者の聞き取りなどをおこなった。太平洋戦争中インドネシアにいたオランダ人女性アニー・ハウツヴァールトが、日本軍の捕虜になった父親が日本に連行され、北九州の炭鉱で強制労働を強いられ、そこで受けた傷がもとで客死に至ったのを悲しみ、怒り、日本人を長年憎み続けてきたのが、結婚40年を迎えて日本人を許す気になった、という話を聞いてオランダまで取材に出向き、それを基にした本が2000年に「インドネシアの記憶、オランダ人強制収容所」として出版された。
「徹底した聞き取り調査で、公害や日本統治時代の朝鮮人徴用など『影』の部分を明らかにしてきた」記録作家として、朝日新聞夕刊連載の「ジャーナリズム列伝」61～80回（2011年6月29日～2011年7月29日）にその仕事が紹介された。
2017年2月、林を題材とした記録映画『抗い 記録作家　林えいだい』が公開された。
2017年現在は、振武寮への収容後に満州に移動してシベリア抑留を経験した元特攻隊員についての著作を執筆中と報じられた。
2017年9月1日、肺がんのため、福岡県内の病院で死去。最晩年には気管を切開したためほとんど発声が不可能となり、死去2日前に特攻についての取材に訪れた新聞記者に対しては筆談で対応、「人間が戦争のために生きながら敵艦に突入し、生命を投げ出す。これほどむなしい戦法はない。日本軍はこれを戦法としてとった。遺族としては無念だっただろう」という言葉を最後に記した。
訃報に際して、晩年に居住していた田川市の二場公人市長は「石炭産業や朝鮮人に対する強制連行の問題などに研究心を燃やし、徹底した聞き取り調査によって数多くの著書を残されている。まだまだ真実の記録を残すために活躍してほしかった。ご冥福をお祈りします」とコメントした。

## 著書
- 『これが公害だ 子どもに残す遺産はなにか 林えいだい写真集』北九州青年会議所 1968
- 『八幡の公害』林栄代 朝日新聞社 1971
- 『望郷 鉱毒は消えず』亜紀書房 1972
- 『鳴咽する海 PCB人体実験』亜紀書房 1974
- 『絶望の門から 加藤新一翁の生涯』晩声社 ルポルタージュ叢書 1977
- 『筑豊坑夫塚』晩声社 ルポルタージュ叢書 1978
- 『強制連行・強制労働 筑豊朝鮮人坑夫の記録』現代史出版会 1981
- 『海峡の女たち 関門港沖仲仕の社会史』葦書房 1983
- 『女たちの風船爆弾』亜紀書房、1985年
- 『銃殺命令 BC級戦犯の生と死』朝日新聞社、1986年
- 『筑豊米騒動記』亜紀書房 1986
- 『筑豊俘虜記』亜紀書房 1987
- 『朝鮮海峡 深くて暗い歴史』明石書店 1988
- 『軍隊内共産党細胞』明石書店 1989
- 『消された朝鮮人強制連行の記録 関釜連絡船と火床の抗夫たち』明石書店 1989
- 『清算されない昭和 朝鮮人強制連行の記録』岩波書店、1990年
- 『闇を掘る女たち』明石書店 1990
- 『証言・樺太朝鮮人虐殺事件』風媒社、1991年
- 『死者への手紙 海底炭鉱の朝鮮人坑夫たち』明石書店 1992
- 『松代地下大本営 証言が明かす朝鮮人強制労働の記録』明石書店、1992年
- 『台湾第五回高砂義勇隊 名簿・軍事貯金・日本人証言』文栄出版 1994
- 『地図にないアリラン峠 強制連行の足跡をたどる旅』明石書店 1994
- 『妻たちの強制連行』風媒社 1994
- 『日露戦争秘話 杉野はいずこ? 英雄の生存説を追う』新評論、1998年
- 『朝鮮人皇軍兵士 ニューギニア戦の特別志願兵 証言集』柘植書房 1995
- 『忘れられた朝鮮人皇軍兵士 戦後五十年目の検証 シベリア脱走記』梓書院 1995
- 『台湾の大和魂』東方出版、2000年
- 『インドネシアの記憶 オランダ人強制収容所』燦葉出版社 2000
- 『夜香花 兵士・庶民の戦争資料館 「聞き書き」武富登巳男伝』燦葉出版社 2000
- 『北九州の米騒動 聞き書き社会史』葦書房 2001
- 『台湾秘話 霧社の反乱・民衆側の証言』新評論、2002年
- 『霧社の反乱・民衆側の証言 台湾秘話』新評論 2002
- 『重爆特攻さくら弾機―大刀洗飛行場の放火事件』東方出版 2005　 
  - 『重爆特攻「さくら弾」機 日本陸軍の幻の航空作戦』光人社ＮＦ文庫
- 『陸軍特攻・振武寮 生還者の収容施設』東方社、2007年　のち光人社ＮＦ文庫
- 『黒潮の夏 最後の震洋特攻』光人社、2009年 のち文庫
- 『筑豊・軍艦島 朝鮮人強制連行、その後 写真記録』写真・文 弦書房 2010
- 『実録証言　大刀洗さくら弾機事件　朝鮮人特攻隊員処刑の闇』新評論、2016年

### 編著
- 『風船爆弾 乙女たちの青春 写真記録』編著 あらき書店 1985
- 『にっぽん俘虜収容所 スケッチ・写真記録』編著 明石書店 1991
- 『台湾植民地統治史 山地原住民と霧社事件・高砂義勇隊 写真記録』編 梓書院 1995
- 『戦時外国人強制連行関係史料集』全4巻 監修・責任編集 明石書店 1990-91
- 『証言　台湾高砂義勇隊』編著　草風館、1998年
- 『異郷の炭鉱 三井山野鉱強制労働の記録』武富登已男共編 海鳥社 2000
- 土田昭二『特攻日誌』編 東方出版 2003

## 賞歴
出典は映画『抗い』公式ウェブサイト
- 読売教育賞:1967年
- 朝日・明るい社会賞:1969年
- 青丘出版文化賞:1990年
- 平和・協同ジャーナリスト基金賞:2007年